# Korczyna (gemeente)

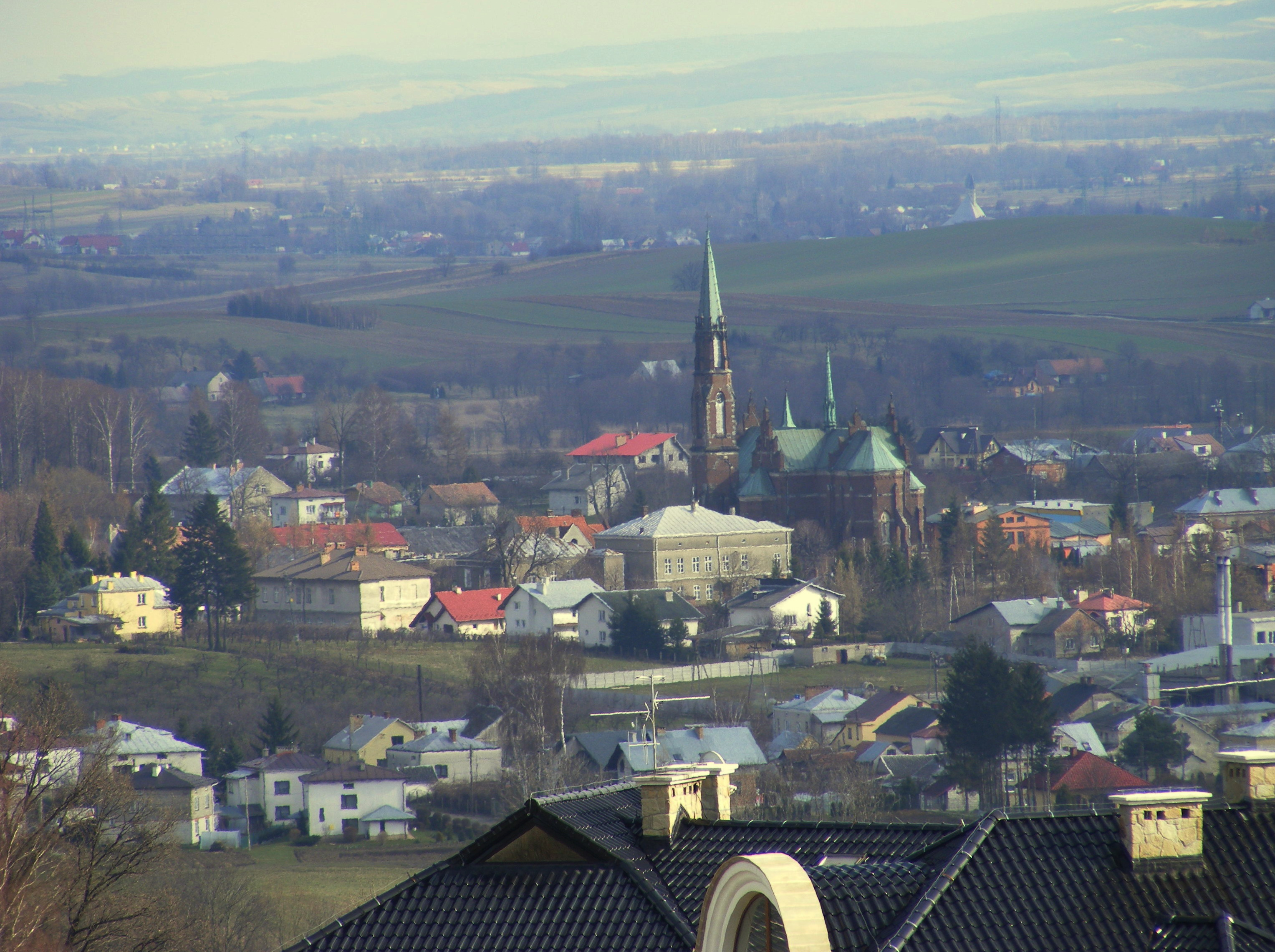
Korczyna

De gemeente Korczyna is een landgemeente in het Poolse woiwodschap Subkarpaten, in powiat Krośnieński.
De zetel van de gemeente is in Korczyna.
Op 30 juni 2004 telde de gemeente 10 695 inwoners.

## Oppervlakte gegevens
In 2002 bedroeg de totale oppervlakte van gemeente Korczyna 92,44 km², waarvan:
- agrarisch gebied: 57%
- bossen: 36%

De gemeente beslaat 10,01% van de totale oppervlakte van de powiat.

## Demografie
Stand op 30 juni 2004:
| Omschrijving                   | Totaal | Totaal | Vrouwen | Vrouwen | Mannen | Mannen |
| ------------------------------ | ------ | ------ | ------- | ------- | ------ | ------ |
| eenheid                        | aantal | %      | aantal  | %       | aantal | %      |
| inwoners                       | 10 695 | 100    | 5408    | 50,6    | 5287   | 49,4   |
| bevolkingsdichtheid (inw./km²) | 115,7  | 115,7  | 58,5    | 58,5    | 57,2   | 57,2   |

In 2002 bedroeg het gemiddelde inkomen per inwoner 1380,48 zł.

## Administratieve plaatsen (sołectwo)
Czarnorzeki, Iskrzynia, Kombornia, Korczyna, Krasna, Węglówka, Wola Komborska.

## Aangrenzende gemeenten
Haczów, Jasienica Rosielna, Krosno, Krościenko Wyżne, Niebylec, Strzyżów, Wojaszówka